# 580
| [ Edytuj tabelę ]          |                                   |
| Król Bernicji              | - 579 Frithuwald 585              |
| Cesarz Bizancjum           | - 578 Tyberiusz II Konstantyn 582 |
| Król Essexu                | - 527 Aescwine 587                |
| Król Franków               | - 561 Guntram I 592               |
| Król Franków w Austrazji   | - 570 Childebert II 595           |
| Król Franków w Neustrii    | - 567 Chilperyk I 584             |
| Cesarz Japonii             | - 572 Bidatsu 585                 |
| Król Kentu                 | - 560 Ethelbert I 616             |
| Patriarcha Konstantynopola | - 577 Eutychiusz 582              |
| Władca Korei               | - 559 P’yŏngwŏn 590               |
| Król Longobardów           | - 572 Klef 584                    |
| Papież                     | - 579 Pelagiusz II 590            |
| Król Persji                | - 579 Hormizd IV 590              |
| Król Wessexu               | - 560 Ceawlin 592                 |
| Król Wizygotów             | - 568 Leowigild 586               |

Rok 580 / DLXXX
stulecia: V wiek ~
VI wiek ~
VII wiek

lata: 570 «
575 «
576 «
577 «
578 «
579 «
580
» 581
» 582
» 583
» 584
» 585
» 590

## Urodzili się
- Arnulf z Metzu, biskup (data sporna lub przybliżona)
- Daoxin – Czwarty Patriarcha buddyzmu chan (zm. 651)
- Pepin Starszy, majordom Austrazji, założyciel rodu Karolingów (data sporna lub przybliżona)